# Abdulqader Hassan
Abdulqader Hassan Mohamed (15 aprile 1962) è un ex calciatore emiratino, di ruolo portiere.